# Pegaptanib
Pegaptanib (łac. pegaptanibbum) – wielofunkcyjny organiczny związek chemiczny, oligonukleotydowy aptamer, stosowany w leczeniu neowaskularnej (wysiękowej) postaci zwyrodnienia plamki żółtej związanego z wiekiem (AMD).

## Historia
Pegaptanib został opracowany przez firmę NeXstar Pharmaceuticals wraz z Gilead Sciences i wprowadzony na rynek światowy przez EyeTech Pharmaceuticals wspólnie z firmą Pfizer. Amerykańska Agencja Żywności i Leków dopuściła lek na rynek amerykański w grudniu 2004 roku.

## Budowa i mechanizm działania
Pegaptanib to zmodyfikowany pegylowany oligonukleotyd, o długości 28 par zasad, który jest antagonistą VEGF165, hamując jego działanie. Czynnik wzrostu śródbłonka naczyniowego (VEGF) jest białkiem sekrecyjnym, które indukuje angiogenezę, zwiększa przepuszczalność naczyń i działa prozapalnie. VEGF165 jest izoformą VEGF powodującą patologiczne nowotworzenie naczyń w obrębie gałki ocznej. 

## Zastosowanie
- neowaskularna (wysiękowa) postać zwyrodnienia plamki żółtej związanego z wiekiem (AMD) u pacjentów dorosłych[7]

Pegaptanib jest dopuszczony do obrotu w Polsce (2018).

## Działania niepożądane
Pegaptanib może powodować następujące działania niepożądane u ponad 10% pacjentów: zapalenie komory przedniej oka, ból oka, podwyższenie ciśnienia śródgałkowego, punkcikowate zapalenie rogówki, strąty i zmętnienie ciała szklistego. 